# 194
194 (CXCIV) je bilo navadno leto, ki se je po julijanskem koledarju začelo na torek.

## Dogodki
- 1. januar

## Smrti
- Pescenij Niger, rimski uzurpator, vladal 193 do 194 v letu petih cesarjev, (* okoli 135)